# Anhydrite
L’anhydrite est une espèce minérale correspondant au sulfate naturel de calcium anhydre, de formule brute CaSO4.
Le mot de genre masculin, soit un anhydrite, désigne aussi une roche, c'est-à-dire une évaporite massive, très rarement observée en affleurement de surface, essentiellement à base de ce minéral de maille orthorhombique, assez lourde de densité proche de 3, supérieure à celle de la calcite, et moyennement dure, en tous cas plus dure que le gypse. Elle comprend notamment des traces de strontium Sr, baryum Ba et d'eau H2O, voire de rares traces de gypse.

## Historique de la description et appellations

### Inventeur et étymologie
Espèce décrite par Abraham Gottlob Werner entre 1803 et 1804, le nom est choisi en faisant allusion à l'absence d'eau dans la composition chimique : il dérive du grec scientifique anhudros ou du français correspondant anhydre avec le suffixe minéral en -ite, soit (ici le minéral ou gypse) « sans eau », du préfixe privatif an et de la racine hudôr, assimilable au grec ancien ὕδρα, eau.

### Topotype
- Salzbergwerk, Hall, Innsbruck, Tyrol, Autriche[6].
- Les échantillons types sont déposés à l'université des mines et de la métallurgie de Freiberg en Saxe, Allemagne, no 16538.

### Synonymie
- Chaux sulfatée anhydre (Haüy 1801)[7]
- Chaux sulfatée quartzifère (Vauquelin)
- Soude muriatée gypsifère
- Karsténite (Hausmann 1813)[8]
- Muriacite
- Pierre de tripes (Klaproth)

## Caractéristiques physico-chimiques

### Critères de détermination
L'anhydrite ou sulfate de calcium naturel peut se distinguer du gypse moins dense et plus tendre, parce qu'il ne se raye pas à l'ongle, et le clivage facile s'opère dans toutes les directions à 90°, entre autres. Le clivage est parfait selon trois pinacoïdes simulant le cube. Sa poussière est incolore.
Minéral et roche sont très peu solubles dans l'eau. Le minéral pur est surtout lentement soluble dans l'eau pure, soit 0,298 g pour 100 g d'eau pure à 20 °C et 0,161 9 g à 100 °C. Pour la roche, une valeur moyenne de 2 g par litre à 19 °C peut être retenue. Néanmoins, l'anhydrite gonfle lentement et s'hydrate en gypse. L'accroissement de volume explique la montée progressive de terrains gypseux, produit par transformation d'anhydrite.
Mis en solution dans l'eau, à température ambiante, l'anhydrite précipite avec la formation de gypse. Il est également légèrement plus soluble dans les acides dilués, les solutions de sels d'ammonium ou de peroxodisulfate de sodium.
L'anhydrite est soluble dans les acides, en particulier l'acide chlorhydrique et l'acide sulfurique.
Chauffé, il fond difficilement en crépitant. Il fond au chalumeau en donnant un émail blanc, et colore la flamme en rouge orangé, couleur caractéristique du spectre de flamme du calcium.

### Distinction cristallographique
Le minéral présente trois bons clivages à angle droit.

### Variétés
- Angélite : variété gemme bleuté d'anhydrite taillée en cabochon dans la province de Lima au Pérou.
- Vulpinite : variété granulaire d'anhydrite rapportée à Costa Volpino, en Lombardie, qui a inspiré le nom[10].

## Cristallochimie
- Isostructurale  de la  ferruccite.

- Dans les carbonates, le membre calcique prend deux structures, calcite (typique des cations plus petits que le calcium) et aragonite (typique des cations plus gros que le calcium). En revanche, dans les sulfates le membre calcique prend seulement la structure anhydrite, alors que les membres avec cations plus gros prennent la structure baryte. NaClO4 prend la structure anhydrite, alors que chlorates, manganates, séléniates et chromates de potassium, baryum et strontium prennent la structure baryte.

### Variétés cristallochimiques différentes
Il existe d'autres anhydrites, que l'anhydrite I naturel de maille orthorhombique, par exemple l'anhydrite II ou β, insoluble, de densité 2,61, à structure lacunaire ou l'anhydrite III ou α, hygroscopique ou soluble, qui se transforme facilement en plâtre (hémihydrate de sulfate de calcium), soit lentement à l'air humide soit instantanément dans l'eau.
- L'anhydrite II est le produit de la calcination lente du gypse à 650 °C, mais souvent en pratique à 900 °C pour une meilleure cinétique de réaction.
- L'anhydrite III, encore nommé anhydrite soluble et noté par convention Ca2SO4· ε H2O, est le produit de la déshydratation du gypse à température modérée, autour de 200 °C. Poreuse, hygroscopique, et même conservant par sa structure lacunaire des traces d'eau, ce corps minéral artificiel est un déshydratant commun, facilement régénéré par un chauffage à 200 °C. Il est faiblement soluble dans l'eau, avec un maximum 2,09 g par litre à 30 °C.

## Cristallographie

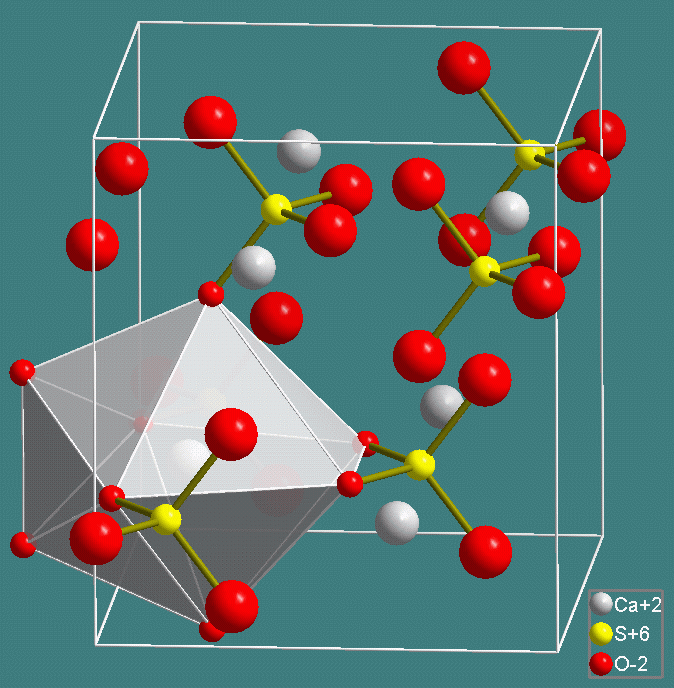
Structure de l'anhydrite

- Paramètres de la maille conventionnelle : a = 6,991 Å, b = 6,996 Å, c = 6,238 Å, Z = 4 ; V = 305,09 Å3
- Densité calculée = 2,96

## Gîtes et gisements

### Gîtologie
Les grands cristaux prismatiques sont rares mais peuvent atteindre 15 cm. Les autres cristaux observables, assez rares, sont le plus souvent courts, tabulaires, épais ou en bloc. Habituellement minéral et roche sont sous forme de masses cristallines ou granulaires, souvent saccharoïdes ou fibreuses, clivables ou écailleuses, le plus souvent grossièrement cristallines, parfois finement grenues. La couleur est incolore à blanche pour les échantillons très purs, mais outre divers gris, les couleurs sont variées et communes : jaunes, roses, bleuâtres, brunâtres, violacées, roussâtres ou rougeâtres...
Un des minéraux principaux des gisements d'évaporites, l’anhydrite donne rarement des cristaux bien formés. Il se forme au lieu du gypse si les solutions sont très concentrées et dans des domaines de température et de pression différents, ou comme minéral secondaire, par déshydratation du gypse.
Les dépôts salins en strates compactes se retrouvent en Pologne, en Allemagne, en Autriche, en France, par exemple à Dax, Salies-du-Salat parmi d'autres localités dans les Pyrénées, Varangéville et Kœnigsmacker en Lorraine triasique, mais aussi en Nouvelle-Écosse, dans le bassin permien aux confins du Texas ou encore en Inde.
Il est présent en grande masse dans les chapeaux salins américains proches du golfe du Mexique, par exemple les dômes de sel en Louisiane et au Texas.
Outre les dépôts salins, il est aussi observable dans certains calcaires spécifiques, par altération hydrothermale de calcaires et de dolomies, et, encore plus rarement dans quelques filons hydrothermaux métallifères. Dans ce dernier cas, on le présente comme un minéral de gangue.
Les cristaux d'anhydrite, d'une taille supérieure à 10 cm, peuvent provenir de Hall, Hallein ou d'Ischl en Autriche, d'Arnave en Ariège (France), mais aussi de Chihuahua au Mexique, de Suisse ou de Toscane.
Minéraux associés aux évaporites
Calcite, célestine, dolomite, gypse, halite, polyhalite, soufre, sylvite.

### Gisements remarquables
- Allemagne : mines de potasse de Stassfurt
- Autriche :
  - Salzbergwerk,
  - Hall,
  - Innsbruck,
  - Tyrol
- Brésil
- Canada : A.K.A. Bevcon mine, Val d'Or, Comté de Louvicour, Québec[15]
- États-Unis :
  - New-Jersey : géode de quartz de Patterson,
  - New-York (état) : mine de Balmat,
  - Texas-Nouveau-Mexique : gisement du bassin permien, énormes gisements rocheux en falaise
- France :
  - Arnave, Tarascon-sur-Ariège, Ariège, Midi-Pyrénées[16],
  - salines de Dax et de Saint-Pandelon, Landes,
  - mine  du Limouzat  Les Bois-Noirs, Saint-Priest-la-Prugne, Saint-Just-en-Chevalet, Loire, Rhône-Alpes[17],
  - Peisey-Nancroix, Les Arcs, Bourg-Saint-Maurice, Vallée de la Tarentaise, Savoie, Rhône-Alpes[18],
  - Faulquemont, Kœnigsmacker, Moselle, Lorraine
- Italie, Toscane : beaux cristaux de collection
- Mexique : mine Siglo XX, site de Naica, Chihuahua avec des pièces de collection blanches bleutées
- Pérou
- Pologne : mines de sels de la région de Cracovie, important gisement
- Suisse :
  - Tunnel du Simplon, Valais, échantillons de collection blancs rosés,
  - cristaux violets de Bex

## Exploitation des gisements
Les utilisations de l'anhydrite sont assez variées : production d'acide sulfurique dans les grands gisements, modificateur du sol ou engrais, agent de dessication dans les plâtres, les ciments, les peintures, les vernis, retardant dans le clinker du ciment Portland, présure du pâté de soja (tofu), comme alternative au nigari. Auparavant même dans les petits gisements, l'anhydrite était utilisé comme source de soufre pour la production d'acide sulfurique.
L'anhydrite naturel, et/ou l'artificiel sous-produit de divers processus industriels en particulier de produits de décomposition du gypse au-delà de 400 °C, peuvent être utilisés pour fabriquer des ciments d'anhydrite. Mais pour consolider ces matières en présence d'eau et obtenir des matériaux résistants au niveau mécanique (module supérieur à 30 MPa), il est nécessaire d'utiliser un activateur chimique, par exemple le sulfate de potassium, K2SO4 formant des sels doubles avec le sulfate de calcium Ca2SO4 ou anhydrite. Ils servent à réaliser des chapes ou planchers monolithiques, dites « chapes anhydres » ou « chapes d'anhydrite », dans le bâtiment. C'est aussi un matériau de choix pour consolider les galeries de mines.
Ces multiples ciments d'anhydrite sont de plus en plus utilisés grâce à leur coût assez faible, leur bonne compatibilité avec les systèmes de planchers chauffants modernes, leur grande rapidité de prise, et leur fluidité qui permet une grande précision. Par contre, ils gardent les propriétés hydrophiles du matériau de départ.
Les primitifs italiens l'utilisaient, à l'instar du gypse ou du plâtre mort, comme pigment dans leurs gessos.